# ام. ۴ای مرلین
ام. ۴ای مرلین (به انگلیسی: Miles_Merlin) یک هواگرد ملخ‌پیشین تک‌موتوره از نوع تک باله ساخت شرکت Miles Aircraft Limited است. هواگرد ام. ۴ای مرلین نخستین پروازش را در ۱۱ مه ۱۹۳۵ میلادی انجام داد. در مجموع، تعداد ۴ فروند از این هواگرد ساخته شده‌است.
طراح این هواگرد، Frederick George Miles بود.